# Seiji Ozawa

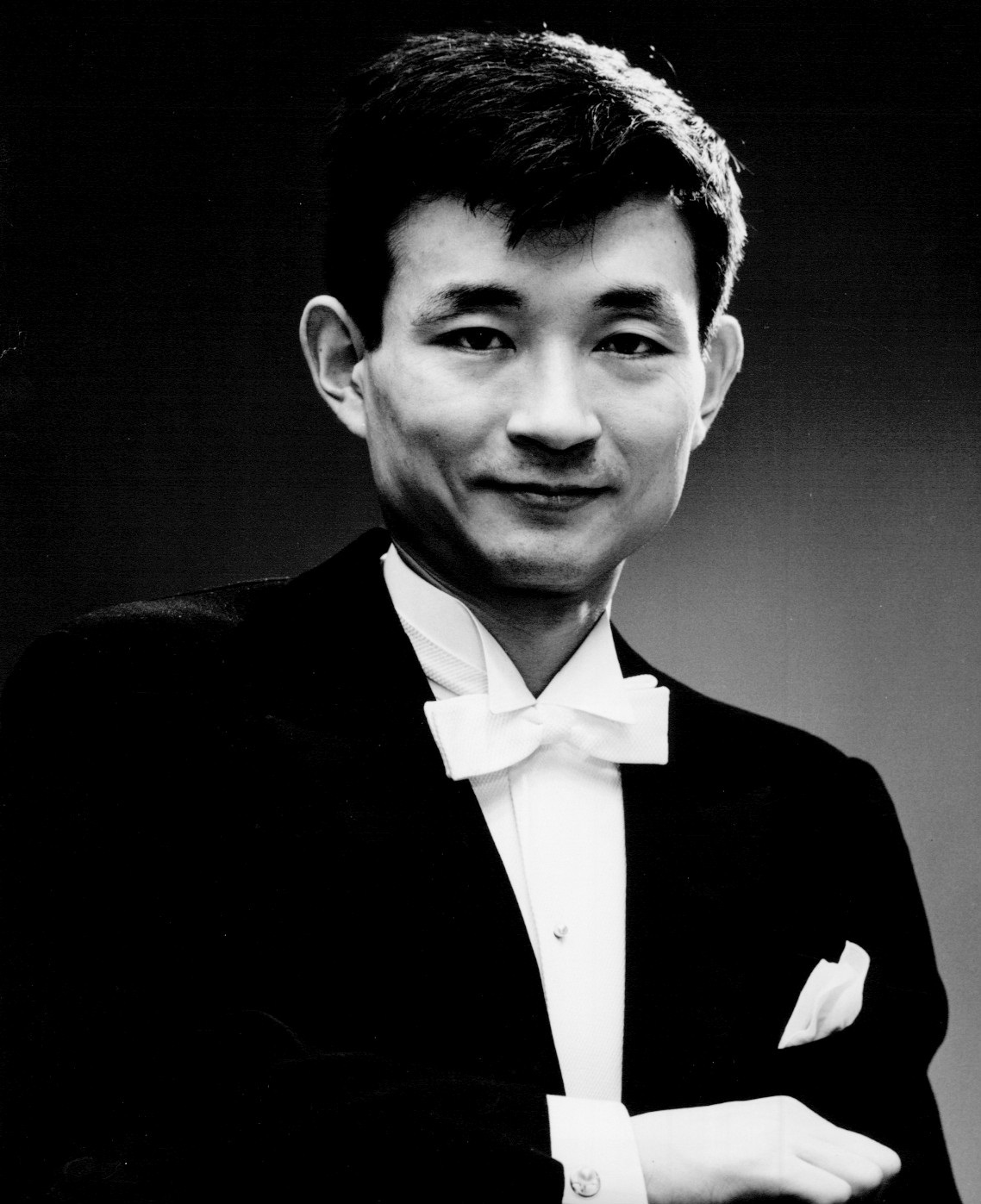
Seiji Ozawa in 1963

Seiji Ozawa (小澤 征爾, Ozawa Seiji ; Shenyang, 1 september 1935 – Tokio, 6 februari 2024) was een Japans dirigent.
Ozawa studeerde in Tokio, en vertrok in 1959 via Europa naar de Verenigde Staten waar hij studeerde aan het Berkshire Music Center (tegenwoordig: Tanglewood). Hij won een beurs en kon leerling worden van Herbert von Karajan bij de Berliner Philharmoniker. In 1961 werd Ozawa benoemd tot tweede dirigent van het New York Philharmonic Orchestra onder Leonard Bernstein. Daarna werd hij achtereenvolgens muzikaal leider van het Toronto Symphony Orchestra, het San Francisco Symphony Orchestra en het Boston Symphony Orchestra. Van 2002 tot 2010 was Ozawa muzikaal leider van de Wiener Staatsoper.
Ozawa geldt over het algemeen als een van de belangrijkste en succesvolste dirigenten die Japan tot nu toe gekend heeft.
Ozawa overleed op 6 februari 2024 in zijn woonplaats Tokio aan hartfalen. Hij werd 88 jaar oud.
- Bibsys: 90860629
- Biblioteca Nacional de España: XX847882
- Bibliothèque nationale de France: cb138981559 (data)
- Catàleg d'autoritats de noms i títols de Catalunya: 981058615953106706
- CiNii: DA02683505
- Gemeinsame Normdatei: 121084507
- International Standard Name Identifier: 0000 0001 1082 3228
- Library of Congress Control Number: n81022215
- Nationale Bibliotheek van Letland: 000092043
- MusicBrainz: 98c3e4e1-2f01-4ead-911f-8d4b95a6c461
- Bibliotheek van het Japanse parlement: 00064235
- Nationale Bibliotheek van Tsjechië: js20020527001
- Nationale bibliotheek van Australië: 36556968
- Nationale Bibliotheek van Israël: 987007273051705171
- Nationale Bibliotheek van Polen: a0000003077858
- Nationale en Universitaire bibliotheek Zagreb: 000596153
- Nederlandse Thesaurus van Auteursnamen: 069442223
- Réseau des bibliothèques de Suisse occidentale: 02-A013482813
- Istituto Centrale per il Catalogo Unico: MILV148696
- SNAC: w6w37xhg
- Système universitaire de documentation: 078077125
- Trove: 1290747
- Union List of Artist Names: 500342158
- Virtual International Authority File: 109893732
- WorldCat: E39PBJqBmtyccHM8V64vxc3PcP